# Algoritmo evolutivo

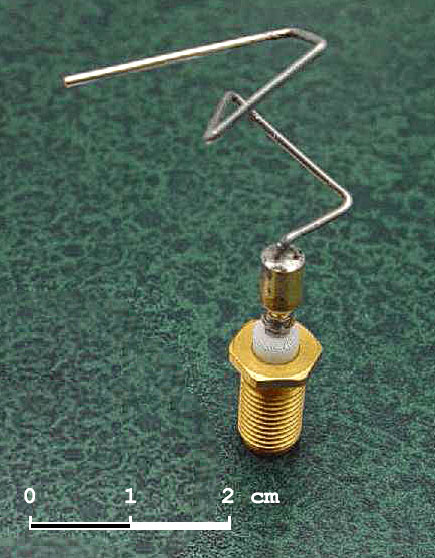
Antena de la nave espacial ST5 de la NASA. Esta intrincada forma fue encontrada usando un algoritmo evolutivo, con el propósito de conseguir el mejor patrón de radiación para la nave.

Los algoritmos evolutivos son métodos de optimización y búsqueda de soluciones basados en los postulados de la evolución biológica. En ellos se mantiene un conjunto de entidades que representan posibles soluciones, las cuales se mezclan, y compiten entre sí, de tal manera que las más aptas son capaces de prevalecer a lo largo del tiempo, evolucionando hacia mejores soluciones cada vez.
Los algoritmos evolutivos, y la computación evolutiva, son una rama de la inteligencia artificial. Son utilizados principalmente en problemas con espacios de búsqueda extensos y no lineales, en donde otros métodos no son capaces de encontrar soluciones en un tiempo razonable.
Siguiendo la terminología de la teoría de la evolución, las entidades que representan las soluciones al problema se denominan individuos o cromosomas, y el conjunto de estos, población. Los individuos son modificados por operadores genéticos, principalmente el cruce, que consiste en la información de dos o más individuos; la mutación, que es un cambio aleatorio en los individuos; y la selección, consistente en la elección de los individuos que sobrevivirán y conformarán la siguiente generación. Dado que los individuos que representan las soluciones más adecuadas al problema tienen más posibilidades de sobrevivir, la población va mejorando gradualmente.

## Paradigmas
Suele hablarse de tres paradigmas principales de algoritmos evolutivos:
- Programación evolutiva
- Estrategias evolutivas
- Algoritmos genéticos

Cada uno de estos paradigmas se originó independientemente y con distintas motivaciones. Actualmente, los algoritmos tienden a combinar características de estos tres y a incluir mecanismos de otros campos de estudio, tales como el aprendizaje automático, otros algoritmos de búsqueda, o diferentes estructuras de datos. Algunas de las tendencias actuales son las siguientes:
- Evolución diferencial
- Modelos probabilísticos
- Evolución simulada
- Algoritmos culturales
- Algoritmos meméticos
- Programación genética

## Comparación de algoritmos evolutivos
La tabla siguiente presenta algunas diferencias entre los distintos tipos de algoritmos evolutivos. Las características indicadas en esta tabla corresponden a las implementaciones originales. Actualmente las diferencias entre ellos tienden a borrarse a medida que se transfieren características de uno a otro, haciendo difícil la distinción.
| Algoritmo              | codificación        | selección                                                | operadores                                                                                              | reinserción | parametrización                                                       | aplicación original/principal                                                                                                 | observaciones |
| ---------------------- | ------------------- | -------------------------------------------------------- | --- | --- | --------------------------------------------------------------------- | --- | --- |
| Algoritmo genético     | binaria             | al azar, basado en función de desempeño (ruleta, torneo) | Aplicados según probabilidad: cruce (1 o 2 puntos, uniforme, etc.), mutación (negación de bit, al azar) | reemplazo de padres por hijos manteniendo al mejor individuo de la población anterior                                                                                             | fija                                                                  | optimización discreta | |
| Estrategia evolutiva   | discreta o continua | aleatoria                                                | diseñadas de acuerdo al problema a resolver: recombinación (optativa), mutación                         | elegida determinísticamente, mediante ranking de mejor descendencia ({\displaystyle (\mu /\rho ,\lambda )-ES}) o padres y descendencia ({\displaystyle (\mu /\rho +\lambda )-ES}) | self-adaptive                                                         | optimización general | notación {\displaystyle \mu }: número de padres, {\displaystyle \rho }: número de individuos elegidos para evolucionar, {\displaystyle \lambda }: descendencia |
| Programación evolutiva | ?                   | ?                                                        | diseñadas de acuerdo al problema a resolver: recombinación, mutación                                    | ? | ?                                                                     | ? | |
| Programación genética  | árboles             | ?                                                        | cruce (intercambio de ramas), mutación (cambio en contenido de nodo o toda la rama)                     | ? | ?                                                                     | evolución de programas (generalmente en lisp)                                                                                 | |
| Algoritmo memético     | cualquiera          | ?                                                        | distintos operadores de búsqueda local                                                                  | ? | ?                                                                     | También llamado algoritmo lamarckiano, búsqueda local genética, algoritmo evolutivo híbrido, o algoritmo evolutivo de Baldwin | |
| Algoritmo cultural     | cualquiera          | ?                                                        | cualquiera                                                                                              | ? | ?                                                                     | optimización general, simulación social                                                                                       | cuenta además con un espacio de creencias, en donde se guarda experiencia adquirida durante la búsqueda                                                        |
| Evolución diferencial  | continua            | aleatoria                                                | mutación y recombinación, el resultado del primero es operado con el segundo                            | comparando el resultado de los operadores y los individuos de la generación anterior                                                                                              | Fija, de dos parámetros que controlan la velocidad del cambio, F y GR | optimización continua | el operador de mutación, bastante singular, de hecho combina individuos elegidos aleatoriamente                                                                |